# Piper nanegalense
Piper nanegalense là một loài thực vật thuộc họ Piperaceae. Đây là loài đặc hữu của Ecuador.